# Kraftwerk Rathausen
Das Kraftwerk Rathausen ist ein Laufwasserkraftwerk an der Reuss auf dem Gemeindegebiet von Emmen und Rathausen (Ebikon) im Kanton Luzern. Es gehört der Centralschweizerischen Kraftwerke AG (CKW).

## Vorgeschichte

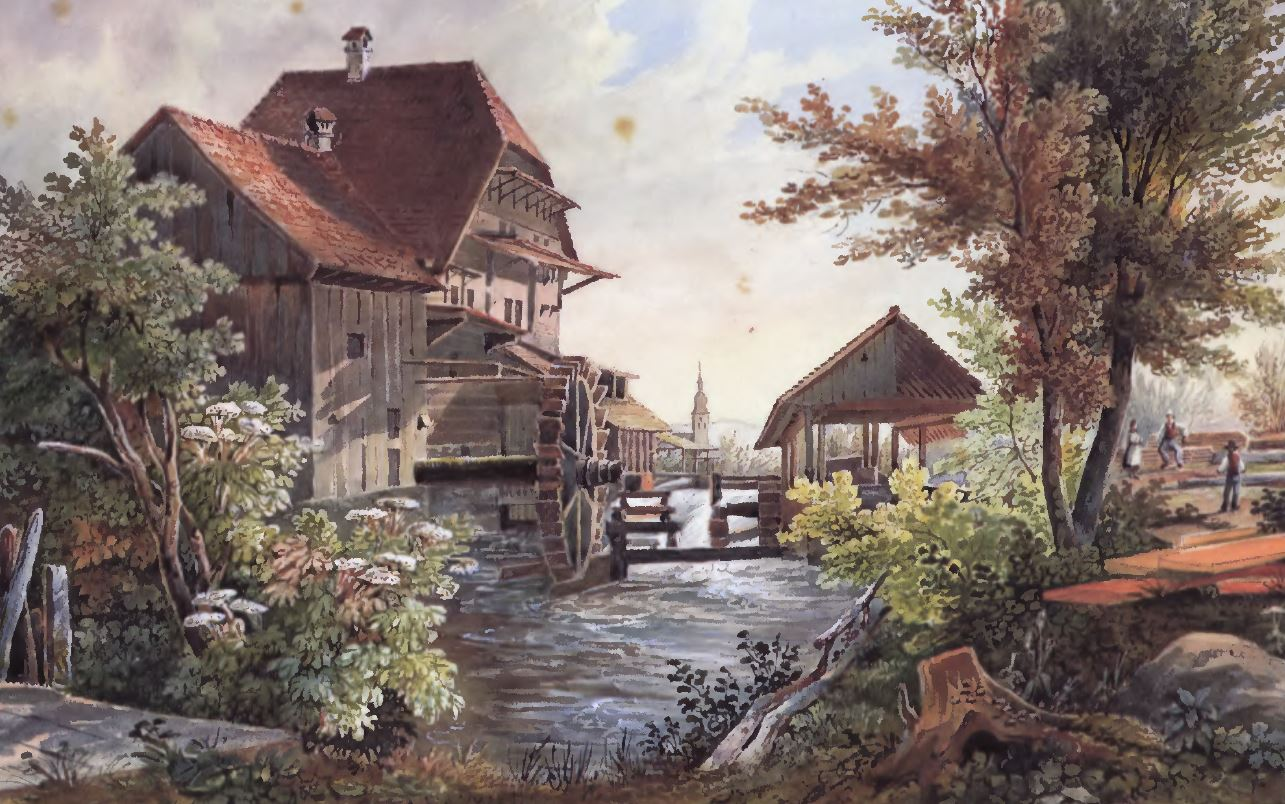
Klostermühle am Reusskanal um 1830: rechts Sägerei mit eigenem Wasserrad, links im Vordergrund Stampfmühle mit eigenem Wasserrad, Getreidemühle im grossen Steinbau mit verdeckten Wasserrädern

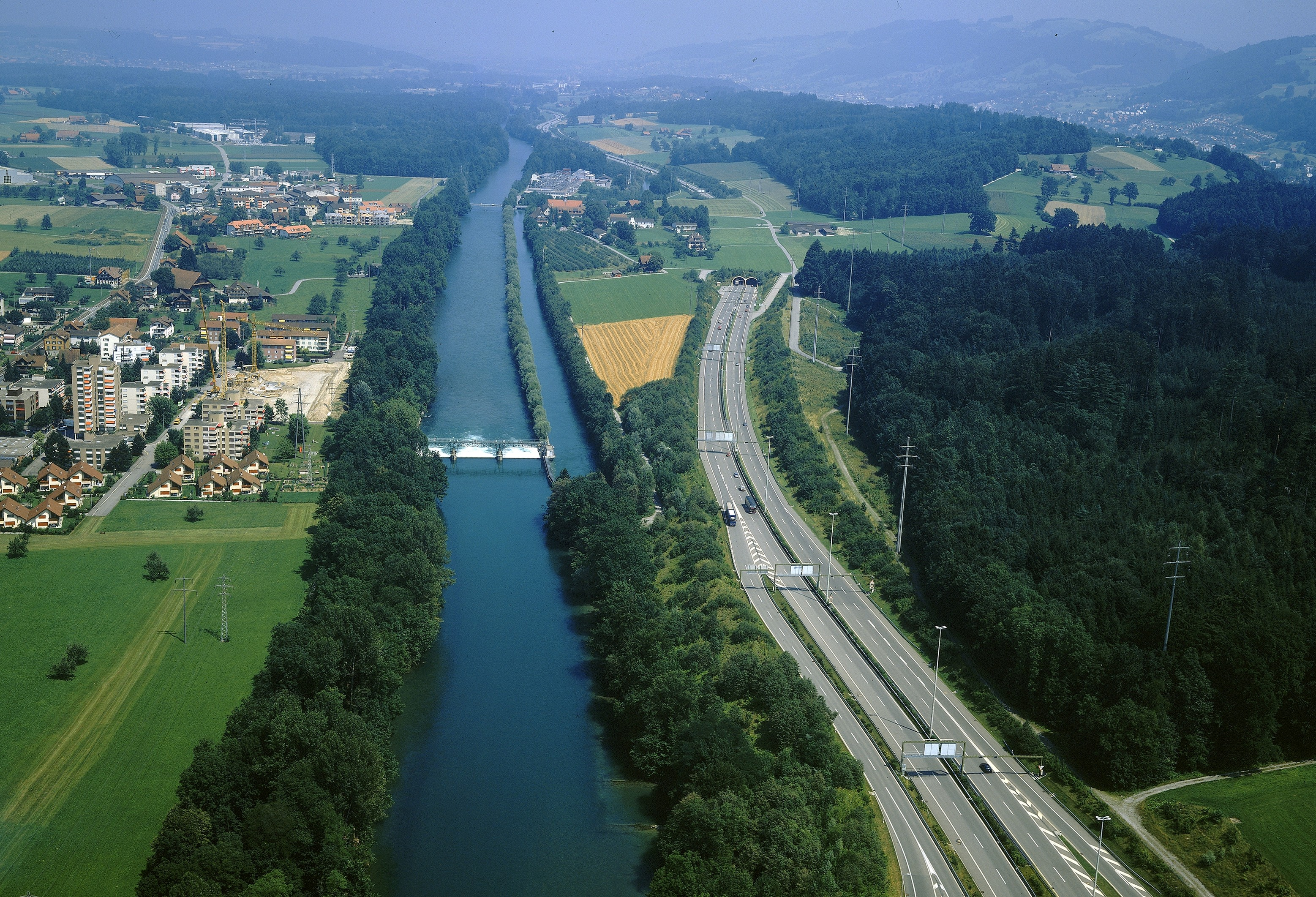
Reusswehr und Reusskanal, 1991

1266 erhielt das Zisterzienserinnenkloster in Rathausen von Fürstabt Berchtold von Murbach das Recht, den Reusslauf mit Mühlen zu nutzen. 1536 erhielten die Nonnen vom Luzerner Rat die Konzession zum Wiederaufbau der Mühle auf der alten Mühlenhofstatt, der 1572 ausgeführt wurde. Die Mühle wurde von einem Müller betrieben (Handlehen, Lehenszins 1720 200 Gulden) und war Bestandteil des klösterlichen Eigenbetriebs.
Die mäandrierende Reuss verhinderte den Bau von Mühlen direkt an der Reuss. Die Mühlen mussten an kostspielige Kanäle gesetzt werden, was sich nur Städte oder Klöster, wie Rathausen und Hermetschwil, leisten konnten.

## Geschichte
Das Kraftwerk Rathausen wurde von Eduard von Moos anstelle der Klostermühle erstellt. 1894 gründeten Theodor Bell und Eduard von Moos die Aktiengesellschaft Elektrizitätswerke Rathausen. Nachdem die Luzerner Regierung das Gesuch für die Nutzung der Reusswasserkraft bei Rathausen bewilligt hatte, wurde das EW von 1894 bis 1896 gebaut. Das Werk lieferte 1896 erstmals Strom (Zweiphasenwechselstrom) ins noch kleine Netz, vorab an die nahen Industriebetriebe wie die von Moos’schen Eisenwerke in Emmen. Die Jonval-Turbine von Bell Kriens war von 1896 bis 1978 in Betrieb (300 PS Leistung, Schluckvermögen 8 m³/s, mittleres Gefälle 4,6 m).
Anfangs 20. Jahrhundert war der Bedarf an Elektrizität so angestiegen, dass dieser in den wasserknappen Wintermonaten nicht mehr gedeckt werden konnte. Es mussten zusätzlich Dampfmaschinen installiert werden. Für die Befeuerung der Kesselanlage wurde mit Pferdefuhrwerken jährlich 5000 t Kohle vom Bahnhof Luzern ins Kraftwerk geschafft.
Im Jahre 1909 trat Fritz Ringwald als Direktor in die Elektrizitätswerk Rathausen AG ein, die er zur späteren CKW ausbaute, doch zuerst musste die Gesellschaft finanziell saniert werden. Noch im selben Jahr beteiligte sich das Unternehmen am Elektrizitätswerk Altdorf und finanzierte den Bau des Kraftwerks Arniberg bei Amsteg. 1913 wurde das Elektrizitätswerk Schwyz aufgekauft und im selben Jahr der Name der Gesellschaft von Elektrizitätswerk Rathausen AG in Centralschweizerische Kraftwerke AG (CKW) geändert.
Es wurden weitere Gemeindewerke und Beteiligungen an anderen Kraftwerken übernommen. Von Rathausen aus wurde das ganze Stromnetz des Kantons Luzern aufgebaut. Die erste grosse Übertragungsleitung wurde 1924 zwischen Rathausen und Gösgen gebaut. Über die Schalt- und Transformatorenstationen Gösgen und Rathausen wurden die elf wichtigsten Werke der Deutschschweiz direkt oder indirekt zusammengeschlossen.
Mit der Gründung des Unterwerks Mettlen in Inwil wurde Rathausen an das schweizerische Verbundnetz angeschlossen. Die Lukmanierleitung, eine dreipolige 380-kV-Drehstrom-Hochspannungsleitung von Lavorgo über den Lukmanierpass nach Mettlen wurde 1949 errichtet.
Von 1978 bis 1980 wurde die Kraftwerkanlage von 1896 durch einen zentralen Neubau mit einer Rohrturbine ersetzt. Die Leistung konnte um 0,8 MW (Megawatt) und die Jahresproduktion um 6.8 GWh erhöht werden.
Die CKW-Gruppe gilt (2014) mit ihren rund 1700 Mitarbeitenden als grösster Energiedienstleister der Zentralschweiz und bildet über 300 Lehrlinge in verschiedenen Bereichen aus. Die Firmenzentrale befindet sich auf einer künstlichen Insel bei Rathausen inmitten der Reuss.

## Heutige Produktion
Das Kraftwerk Rathausen turbiniert (maximales Schluckvermögen) 45 m³/s und versorgt rund 3500 Haushalte mit Bandenergie. Es hat eine Gesamtleistung von 2,2 MW und eine Jahresproduktion von rund 16 GWh. Die Restwassermenge beträgt 3 m³/s.

## Führungen
Die CKW veranstaltet für Gruppen und Schulen aus ihrem Versorgungsgebiet kostenlose Führungen. Unternehmen, Vereine und Familien sind willkommen. In der «Stromwelt CKW» wird auf spannende, unterhaltsame und verständliche Art Strom «fassbar» gemacht.